# (706765) 2010 TK7
(706765) 2010 TK7は、地球の軌道上でのラグランジュ点で最初に発見されたトロヤ群小惑星である。木星にはこうした天体が多数存在し、火星や海王星、土星の衛星などでも以前から存在が確認されていた。
2010 TK7の直径は300 mほどである。太陽と地球のラグランジュ点L4（地球から60°前方）を中心に秤動しており、L4の中で地球に最も近い点と最も遠い点の間を400年かけて往復する。
この小惑星は、アメリカ航空宇宙局 (NASA) の広域赤外線探査衛星 (WISE) が地球近傍天体 (NEOs) の捜索を目的に行った観測ミッション“NEOWISE”によって、2010年10月に発見された。その後の観測の結果、2011年7月にトロヤ群小惑星であることが発表された。